# Film Angry Birds 2
Film Angry Birds 2 (eng. The Angry Birds Movie 2) je američki animirani film iz 2019. godine, kojeg je producirao Sony Pictures Animation. Prvi film je obavljen u 2016. godini.

## Novi likovi
U ovom djelu filma pojavljuju se novi likovi. Živa sestra je Žutog i vrlo je pametna. Leda je bivša zaručnica Velog Orla, ima zloban plan i kćer Dube. Sa strane svinja također se pojavljuju novi likovi, Nives koja je desna ruka Leonarda i Mate koji je izumio sve njihove izume.

## Radnja
Radnja ovog filma potpuno je drukčija od prvog filma. Na početku Crveni je poznat, svi ga poznaju i poštuju. On, Žuti i Bomba opet se bore protiv svinja. Dok su se borili, misteriozna ledena kugla pala je s neba na otok svinja. Svinje su na to obratile pozornost i primijetile da postoji treći otok: otok orlova. Leonard je odlučio prestati rat s pticama i održati mir. Svi na ptičjem otoku su bili sretni, osim Crvenog koji je mislio da je i ovo jedna od spački svinja, ali nije. Izemđu toga Žuti je odveo Crvenog i Bombu na brze spojeve. Crveni je tamo upoznao Živu, ali ne baš na pristojan način. Leonard je pokazao slike otoka orlova Crvenome, pa su se udružili.

## Glasovi
| Ime           | Engleska inačica  | Hrvatska inačica    |
| ------------- | ----------------- | ------------------- |
| Crveni        | Jason Sudeikis    | Rene Bitorajac      |
| Živa          | Rachel Bloom      | Mirela Videk        |
| Leonard       | Bill Hader        | Tarik Filipović     |
| Žuti          | Josh Gad          | Luka Bulić          |
| Leda          | Leslie Jones      | Jadranka Đokić      |
| Bomba         | Danny McBride     | Goran Navojec       |
| Edgar         | Peter Dinklage    | Dražen Bratulić     |
| Kiki          | Brooklynn Prince  | Nika Bulić          |
| Viki          | Genesis Tennon    | Arman Filipović     |
| Suki          | Alma Varsano      | Grgur Navojec       |
| Nives         | Awkwafina         | Mia Krajcar         |
| Mate          | Sterling K. Brown | Ranko Zidarić       |
| Goran         | Eugenio Derbez    | Berislav Tomičić    |
| Dube          | Tiffany Haddish   | Ana Begić           |
| Karlo         | Zach Woods        | Kruno Bakota        |
| Mile          | Beck Bennett      | Šiško Horvat Majcan |
| Jozo          | Pete Davidson     | Konstantin Haag     |
| Matilda       | Maya Rudolph      | Olga Pakalović      |
| Ela           | Dove Cameron      | Ivona Kundert       |
| Ružica        | Nicki Minaj       | Mateja Majerle      |
| Hank          | Beck Bennett      | Davor Svedružić     |
| Alex          | Lil Rel Howery    | Konstantin Haag     |
| Mimična ptica | Tony Hale         | Luka Bulović        |
| Anders        | Kaci Simotas      | Klara Barlović      |
| Fertile       | David C. Smith    | Nikola Jablanović   |
| Legla patka   | ?                 | Zara Penava         |

Ostali glasovi: 
- Ali Terzić
- Omar Terzić
- Ahmed Terzić
- Jasmina Terzić
- Neven Marinac
- Jelena Kuljančić
- Boris Barberić

Sinkronizacija: Livada Produkcija
Redatelj i prijevod dijaloga: Ivan Leo Lemo